# Lục quân Quốc gia Khmer
Lục quân Quốc gia Khmer (tiếng Pháp: Armée Nationale Khmère - ANK; tiếng Anh: Khmer National Army - KNA) là quân chủng lục quân Quân lực Quốc gia Khmer (FANK) và là lực lượng quân sự chính thức của nước Cộng hòa Khmer trong cuộc nội chiến Campuchia năm 1970–1975. 

## Tiền thân
Là quân chủng lâu đời nhất và lớn nhất của Lực lượng Vũ trang Campuchia về nhân sự và trang thiết bị, khởi thủy của Lục quân Campuchia là Lục quân Hoàng gia Khmer (tiếng Pháp: Armée Royale Khmère - ARK), được chính thức thành lập vào ngày 20 tháng 11 năm 1946 sau khi ký kết bản thỏa thuận quân sự Pháp-Khmer.

### Tổ chức trước năm 1970
Tính đến tháng 1 năm 1970, Lục quân Hoàng gia Khmer có khoảng 35.000 quân nhân được tổ chức theo kiểu Pháp chia thành 53 trung đoàn (trên thực tế là tiểu đoàn) và 13-15 đại đội địa phương độc lập. Gần một nửa trong số đó được tổ chức thành các tiểu đoàn bộ binh (tiếng Pháp: Battaillons d'Infanterie) và số còn lại thành lập tiểu đoàn bộ binh hạng nhẹ (tiếng Pháp: Battaillons de Chasseurs) và tiểu đoàn biệt kích biên giới (Pháp: Battaillons Commando). Lực lượng tinh nhuệ và một số đơn vị hỗ trợ, bao gồm cả Vệ binh Hoàng gia Khmer (tiếng Pháp: Garde Royal Khmère) được bố trí đóng quân ở Phnôm Pênh, binh chủng nhảy dù (tiếng Pháp: Parachutistes), truyền tin (tiếng Pháp: Transmissions), công binh (tiếng Pháp: Génie) pháo binh (tiếng Pháp: Artillerie), phòng không (tiếng Pháp: Defense Antiaérienne) và tiếp vận (tiếng Pháp: Train) được tổ chức với biên chế lớn hơn thành 6 bán lữ đoàn (tiếng Pháp: Demi-Brigades). Các ngành kỹ thuật khác như quân y (tiếng Pháp: Service de Santé), quân nhu (tiếng Pháp: Service de Matériel), sĩ quan hậu cần (tiếng Pháp: Service de Intendance) và quân cảnh (tiếng Pháp: Prevôtée Militaire) đều đặt dưới trách nhiệm của Ban Giám đốc trực thuộc Bộ Quốc phòng. Hầu hết các đơn vị ARK được tập trung ở phía đông bắc tỉnh Ratanakiri và khu vực thủ đô Phnôm Pênh, sau này là sở chỉ huy hỗn hợp của 6 bán lữ đoàn và đơn vị hỗ trợ trong khi các đơn vị bộ binh đều được triển khai trong cả nước. Các đơn vị thiết giáp nhỏ cũng được tổ chức thành bán lữ đoàn thiết giáp (tiếng Pháp: Demi-Brigade Blindée Khmère),, gồm 2 tiểu đoàn xe tăng độc lập đóng tại Phnôm Pênh, Kampong Cham và một trung đoàn thiết giáp trinh sát, viết tắt là 1st ARR (tiếng Pháp: 1re Régiment de Reconnaissance Blindée) tại Sre Khlong. Mặc dù có nhiều sĩ quan trừ bị thông qua quá trình đào tạo sĩ quan và hạ sĩ quan, tuy nhiên tình trạng thiếu các đơn vị trừ bị của Lục quân Hoàng gia Khmer luôn tồn tại. Một số đơn vị được bố trí làm lực lượng dự bị chung, nhưng trên thực tế chỉ đơn thuần là lực lượng phòng vệ thủ đô Phnôm Pênh (được tổ chức thành bán lữ đoàn gồm 2 tiểu đoàn bộ binh hạng nhẹ) và các đơn vị trợ chiến (truyền tin, kỹ sư, thiết giáp và bán lữ đoàn pháo binh).

### Vũ khí và trang bị trước năm 1970
Với trường hợp ngoại lệ của một vài đơn vị chuyên gia, hầu hết các đơn vị trong Quân đội Hoàng gia Khmer đều ở tình trạng sức chiến đấu yếu, huấn luyện kém và trang bị bừa bãi với danh sách hệ thống vũ khí của các nước Pháp, Mỹ, Anh, Bỉ, Tây Đức, Tiệp Khắc, Trung Quốc, và Liên Xô.
Các đơn vị thiết giáp gồm 36 xe tăng hạng nhẹ M24 Chaffee, 40 xe tăng hạng nhẹ AMX-13 và một số lựu pháo tự hành M8 HMC 75mm; đội trinh sát được cung cấp với thiết giáp hạng nhẹ M8 Greyhound, thiết giáp công dụng M20, Panhard AML 60 và thiết giáp AML-90. Tiểu đoàn bộ binh cơ giới được cấp chiếc Half-Track M3, xe trinh sát M3, xe bọc thép chở quân BTR-40 và BTR-152 (APC).
Súng cối hạng nặng 4.2in từ Mỹ của các đơn vị pháo binh dã chiến và lựu pháo M101A1 105mm, trong khi các đơn vị phòng không được trang bị với súng phòng không Bofors 40mm của Anh, 27 khẩu súng phòng không S-60 57mm của Liên Xô và súng phòng không Kiểu 55/65 37mm của Trung Quốc.
Ngành hậu cần chịu trách nhiệm của một đoàn vận tải được trang bị với một loạt phương tiện liên lạc và vận chuyển hỗn tạp. Xe ô tô chung gồm một mớ ô hợp qua liệt kê tổng cộng có 150 xe, bao gồm xe Jeep Willys 1/4 tấn loại cũ của Mỹ thời Thế chiến thứ hai, Land Rover (4x4) Series I-II, xe tải hạng nhẹ GAZ-69A (4x4) của Liên Xô và xe tải GAZ-63 hai tấn (4x4). Phương tiện vận tải hạng nặng dao động từ loại xe tải GMC CCKW 2½ tấn (6x6) đời cũ của Mỹ dùng trong quân đội Pháp thời Thế chiến II và xe tải Chevrolet G506 1 ½ tấn (4x4) đến xe tải Dược Tiến NJ-130 2,5 tấn (4x2) và xe tải đa năng Giải Phóng CA-30 2,5 tấn (6x6) của Trung Quốc.

## Tái tổ chức
Sau Đảo chính Campuchia 1970, Nguyên thủ quốc gia kiêm Tổng thống lĩnh Lon Nol đã ban hành lệnh tổng động viên và chỉ sau khi nhận được sự đảm bảo hỗ trợ quân sự từ Mỹ, Thái Lan, và Việt Nam Cộng hòa, kịp thời lập kế hoạch để mở rộng lực lượng vũ trang Khmer. Tháng 6 năm 1970, ông chính thức đặt tên lại là Quân đội Quốc gia Khmer (tiếng Pháp: Armée Nationale Khmère - ANK), và nhanh chóng mở rộng lên đến 110.000 quân gồm cả nam lẫn nữ mặc dù hầu hết trong số họ là những tân binh non nớt chưa qua huấn luyện được tổ chức thành một hàng ngũ khó hiểu của đội hình chiến đấu kiểu Mỹ và Pháp do những hạ sĩ quan và sĩ quan thiếu kinh nghiệm bố trí.

### Tổ chức hỗn hợp lúc giao thời
Đồng thời, có một số thay đổi về phạm vi tổ chức. Các tiểu đoàn bộ binh chính quy được vào Trung đoàn bộ binh độc lập (tiếng Pháp: Régiments d’Infanterie Autonomes – RIA), nâng cấp một số tiểu đoàn lên cấp lữ đoàn. Đến đầu tháng 5 năm 1970, 18 lữ đoàn bộ binh mới (tiếng Pháp: Brigades d’Infanterie – BI) được thành lập, nhưng chỉ có 12 đơn vị - 1, 2, 3, 4, 5, 6, 8, 9, 10, 11, 12 và 14 - là thực sự tồn tại; còn lại 6 đơn vị - gồm 15, 16, 17, 18, 19 và 20 - chỉ tồn tại trên giấy. Từ giữa những năm 1970, các đơn vị bộ binh được tổ chức lại thành 15 cụm lữ đoàn (tiếng Pháp: Groupments Brigades d’Infanterie – GBI), mỗi cụm gồm hai lữ đoàn, với quân số tương được 1 sư đoàn, nhưng thiếu các đơn vị hỗ trợ. Trong số này, chỉ có 3 đơn vị thực sự đưa vào tham gia chiến đấu vào tháng 1 năm 1972, cả ba cụm khác vẫn trong quá trình huấn luyện và 9 cụm còn lại chỉ là dự kiến. Các đơn vị pháo binh, truyền tin, công binh và bán lữ đoàn thiết giáp được biên chế lại làm thành phần nòng cốt của một lữ đoàn mới mà về sau này trở thành Lữ đoàn 1 Thiết giáp Khmer (1st Arm. Bde, 1re Brigade Blindée Khmère trong tiếng Pháp).

### Chuyển đổi biên chế theo kiểu Mỹ
Để sắp xếp tập trung đội hình chiến đấu của lục quân, một cuộc cải tổ lớn được thực hiện giữa tháng 7 và tháng 12 năm 1972 theo kiểu Mỹ. Cơ cấu tổ chức thuộc địa cũ thừa hưởng từ người Pháp đã bị bãi bỏ nhằm chuyển sang mô hình hiện đại kiểu quân đội Mỹ. Tháng 1 năm 1973, tất cả các sở chỉ huy của cụm lữ đoàn (gọi tắt là HQ), 17 sở chỉ huy trung đoàn, 16 sở chỉ huy lữ đoàn và 13 tiểu đoàn đã bị giải thể. Thay thế vào đó, tổ chức thành các bộ chỉ huy mới của 32 lữ đoàn bộ binh, 202 tiểu đoàn bộ binh và 465 đại đội bộ binh địa phương quân. Trong tổng số này, 128 tiểu đoàn được tạo thành từ các thành phần cơ động cho 32 lữ đoàn, trong đó 20 vẫn còn độc lập và 12 được phân bổ trong số 4 sư đoàn bộ binh cơ giới mới (tiếng Pháp: Divisions d’Infanterie) gồm Sư đoàn 1 Bộ binh, 2, 3 và 7. Riêng sư đoàn thứ năm là Sư đoàn 9 Phòng vệ Phủ Tổng thống với quân số ít ỏi mãi về sau mới được thành lập vào tháng 4 năm 1974. Các đơn vị binh chủng thiết giáp, pháo binh, truyền tin và công binh đã để lại ảnh hưởng trong việc tái tổ chức và giữ lại cấu trúc lữ đoàn riêng biệt của họ theo sự chỉ huy của riêng của họ. Tổng cục dự trữ cũng được đích thân Tổng thống Lon Nol tái tổ chức vào tháng 4 năm 1972 bằng cách chia thành ba nhóm: Lực lượng A, thuộc một Quân khu dành cho hoạt động chiến đấu, lực lượng B, Bộ tham mưu dự bị bao gồm 5 lữ đoàn và lực lượng C, gồm hai tiểu đoàn nhảy dù dưới sự chỉ huy của cá nhân Lon Nol.

## Vũ khí và trang bị
Tổng số binh sĩ Cộng hòa Khmer vào khoảng 22 -23 vạn trên giấy tờ vào giữa năm 1972, nhưng ước tính rằng con số thực tế không ít hơn 15 vạn quân do Mỹ trang bị với 1 - 1,18 tỷ USD trị giá của các loại vũ khí và trang thiết bị. Thống kê cho thấy, trang bị của Quân đội Quốc gia Khmer gồm 241.630 khẩu súng trường, 7.079 súng máy, 2.726 súng cối, 20.481 súng phóng lựu, 304 pháo không giật, 289 sơn pháo, 202 M113 APC (bao gồm 17 xe chở súng cối M106 được trang bị với một khẩu cối hạng nặng 107mm) và 4.316 xe tải.
Bên cạnh các xe bọc thép chở quân, quân đội Cộng hòa Khmer còn nhận được một dòng xe vận tải bánh lốp mới rất cần thiết và các phương tiện liên lạc sau năm 1970. Vào lúc khởi đầu cuộc chiến, Bộ Tư lệnh Quân đội Quốc gia đã phải đối mặt với một vấn đề hậu cần nghiêm trọng là số lượng nhỏ xe tải quân sự đã lỗi thời của Mỹ, Liên Xô và Trung Quốc có sẵn của lực lượng vận tải không đủ để chuyên chở số lượng quân đội được huy động ngày càng tăng và áp lực tái tiếp tế riêng trên một khoảng cách dài. Để khắc phục tình trạng không đồng đều của hệ thống giao thông trên cả nước trong năm đầu tiên của chiến tranh, các sĩ quan chiến trường đã phải dùng đến biện pháp trưng dụng cả xe buýt dân sự và các loại xe dùng trong thương mại để sử dụng cho các đơn vị ở tiền tuyến. Bắt đầu từ năm 1971-1972, các đoàn vận tải được tái tổ chức và mở rộng với sự giúp đỡ của Mỹ và Úc với 350 xe Jeep 'Mutt' M151 1/4 tấn (4x4) (một số trong đó đã được chuyển đổi thành xe bọc thép tạm thời cho nhiệm vụ an ninh và đoàn xe hộ tống), xe tải công dụng Dodge M37 - 3 / 4 tấn 1953 (4x4) và xe tải chở hàng M35A2 2 ½ tấn (6x6), tiếp theo là 300 xe tải thương mại quân sự hóa của Mỹ được lắp ráp tại nhà máy ở Úc.

## Lực lượng đặc biệt
- Lữ đoàn Nhảy dù Campuchia
- Tiểu đoàn Biệt kích dù Campuchia
- Lực lượng đặc biệt Khmer
- Lữ đoàn Hồ Campuchia

## Quân phục và phù hiệu

### Quân phục
Về cơ bản, quân phục Quân đội Hoàng gia Campuchia thống nhất cho tất cả các cấp bậc, là một bản sao địa phương từ bộ quân phục làm việc kiểu nhiệt đới của quân đội Pháp (tiếng Pháp: Tenue de toile kaki Clair Mle 1945), bao gồm một chiếc áo bông màu kaki sáng và quần được sao chép từ bộ quân phục làm việc ‘Chino’ kiểu nhiệt đới của quân đội Mỹ sau Thế chiến II; áo sơ mi M1945 có sáu nút gài phía trước, hai cái túi ngực cách vạt áo thẳng cắt góc và dây đeo vai (tiếng Pháp: Epaulettes) trong khi quần ‘Chino’ M1945 có hai nếp gấp ở hông phía trước. Sau được thay thế bằng loại áo sơ mi ngắn tay M1946 (tiếng Pháp: Chemisette kaki clair Mle 1946), với hai túi ngực nếp gấp cách vạt áo nhọn có thể mang theo và còn có thêm kiểu áo dài tay. Áo sơ mi ngắn tay và quần soóc (tiếng Pháp: Culotte courte kaki Clair Mle 1946) cũng còn được phát và mặc tùy theo điều kiện thời tiết. Trên chiến trường, các sĩ quan và binh sĩ mặc một bộ kết hợp bộ M-1943 HBT màu xanh ôliu của Mỹ và quân phục dã chiến đi rừng M1947 dành cho tất cả quân chủng của Pháp (tiếng Pháp: Treillis de combat Mle 1947).
Sau tháng 3 năm 1970, là một phần của chương trình tái trang bị MAP do Mỹ bảo trợ, quân đội Cộng hòa Khmer được cung cấp bộ quân phục màu xanh ô liu nhiệt đới Mỹ, đồ quân dụng OG-107 của quân đội Mỹ và quân phục đi rừng M1967 đã nhanh chóng thay thế bộ quân phục dã chiến cũ kỹ.

### Chiến phục
Cũng như Quân lực Việt Nam Cộng hòa, quân đội Cộng hòa Khmer cũng sản xuất nhiều kiểu chiến phục riêng, phù hợp với thị hiếu và nhu cầu của họ, với sự pha trộn các kiểu chiến phục phổ biến. Người ta có thể thấy các quân nhân Cộng hòa Khmer mặc áo sơ mi OG-107 kèm với quần đi rừng M1967. Quần OG-107 thường được chuyển đổi bằng cách cho thêm túi hàng. Áo sơ mi và áo vét có tay áo cắt tới mức khủy tay, gắn thêm dây đeo vai, nắp túi khuy đơn có thể được thay thế bằng kiểu hai khuy (với một trong hai ghim hoặc góc tròn) hoặc những thứ che giấu và một kiểu phổ biến cho các sĩ quan là thêm vào một cái túi vai trên tay áo bên trái trên đựng bút bi, là biểu tượng uy quyền trong lực lượng vũ trang Ấn Độ-Trung Quốc. Đôi khi áo sơ mi quân dụng được chuyển đổi thành áo khoác màu bụi nhạt bằng cách thêm các túi nổi có hai khuy trên vạt áo dưới.

### Lễ phục
Phản ánh sự ảnh hưởng ngày càng tăng của Mỹ, những sĩ quan cấp cao trong Quân đội Quốc gia Khmer đã tiếp nhận bộ lễ phục mới vào năm 1970-1971, bao gồm một chiếc áo vét dài màu xanh ôliu và cái quần dài mặc cùng với áo sơ mi trắng và cà vạt đen. Kiểu may của chiếc áo dài thắt bốn khuy là một thiết kế lai giống như bộ lễ phục màu xanh lá cây "Class A" M-1954 của quân đội Mỹ và bộ lễ phục màu kaki M1946/56 của quân đội Pháp (tiếng Pháp: Vareuse d'officier Mle 1946/56); đã có hai cái túi ngực nếp gấp cách vạt áo nhọn và hai cái không gấp nếp nằm cạnh góc thẳng. Vạt cài mặt trước và nắp túi để buộc chặt những cái khuy mạ vàng mang biểu tượng quân chủng kết hợp của Bộ chỉ huy Lực lượng vũ trang Quốc gia Khmer. Quân phục màu kaki của ARK được giữ lại như bộ quân phục thường dùng vào những dịp lễ không chính thức.

### Quân phục ngụy trang
Quân phục ngụy trang "Lizard" (thằn lằn) của Pháp (tiếng Pháp: Ténue Leopard) với áo khoác ngoài liền nhau M1947/53-54 TAP và áo khoác da M1947/52 TTA cùng bộ quần tây phù hợp đã được phân phát cho lực lượng nhảy dù quân đội Hoàng gia Khmer ngay từ thập niên 1950, mặc dù sự thiếu hụt sau này vào đầu thập niên 1970 chỉ dùng hạn chế duy nhất cho giới sĩ quan và hạ sĩ quan. Những người lính nhảy dù cấp bậc binh nhì được cấp bộ quân phục ngụy trang vết đốm sản xuất tại địa phương (còn gọi là "mẫu đốm") vào thập niên 1960, bao gồm những vết màu nâu đỏ nhạt và màu xanh ôliu trên nền màu xanh lá cây nhạt. Sau năm 1970, mẫu "Tigerstripe" (hổ vằn) và "Highland" (mẫu lá cây ERDL 1948 hoặc "rừng") của Mỹ, "Thai Tadpole" (Nòng nọc Thái) từ Thái Lan và "Tadpole Sparse" (Nòng nọc rải rác) từ Việt Nam Cộng hòa nguyên gốc đều được cung cấp cho quân đội Quốc gia Khmer. 

### Mũ trận
Loại mũ phổ biến nhất cho mọi cấp bậc quân đội Hoàng gia Khmer/Quốc gia Khmer là mũ nồi nhẹ làm bằng vải bông màu kaki nhạt mang tên "gourka", được quân đội Pháp sử dụng là M1946 (tiếng Pháp: Bérét de toile kaki clair Mle 1946) trong suốt cuộc Chiến tranh Đông Dương lần thứ nhất, sao chép từ mẫu mũ nồi nhiệt đới trước đây của quân đội Anh ở vùng Viễn Đông trong suốt Thế chiến II. Chúng là loại mũ điển hình kiểu Pháp, phân biệt các nhánh quân sự bằng loạt màu sắc như: bộ chỉ huy - màu vàng nhạt, bộ binh - màu xanh ôliu, thiết giáp - màu đen, nhảy dù và biệt kích dù - màu đỏ anh đào (màu nâu sẫm), lực lượng đặc biệt hay biệt kích - màu xanh lá cây rừng, quân cảnh và hiến binh địa phương - màu xanh đậm; những chiếc mũ nồi làm bằng vải ngụy trang "Tigerstripe" và "Highland" được cấp cho các đơn vị tinh nhuệ. Ngoại trừ các phiên bản màu vàng nhạt và đồ ngụy trang được chế tạo thành ba phần, tất cả các loại mũ nồi khác được làm bằng len thành một mảnh riêng gắn vào vành da đen (hoặc nâu) với hai dây đai đen thắt chặt phía sau, sau loại M1946 (tiếng Pháp: Bérét Mle 1946) của Pháp hoặc kiểu M1953/59 (tiếng Pháp: Bérét Mle 1953/59).
Các sĩ quan quân đội Hoàng gia Khmer được cấp loại mũ lưỡi trai quân dụng màu kaki nhẹ dựa trên mẫu M1927 của Pháp (tiếng Pháp: Casquette d'officier Mle 1927) mặc với quân phục thường dùng màu kaki, trong khi kiểu đầu mùa hè màu trắng được mặc cùng với bộ lễ phục của FARK. Sau tháng 3 năm 1970, tình cờ những chiếc mũ lưỡi trai lại được thay thế bằng kiểu màu xanh ôliu, sự thay đổi màu sắc đã làm cho nó giống loại mũ lưỡi trai M1954 của Mỹ nhiều hơn và việc mặc lễ phục kiểu Mỹ đã được quân đội Quốc gia Khmer chính thức tiếp nhận. Trên chiến trường, các sĩ quan và binh sĩ quân đội Hoàng gia Khmer đều đội loại pha trộn gồm mũ nồi nhiệt đới màu kaki nhạt, mũ lưỡi trai dã chiến vải bông M-1951 của Mỹ và mũ màu hoa râm của Pháp (tiếng Pháp: Chapeau de brousse Mle 1949) bằng vải bông màu kaki hoặc màu xanh ôliu. Về sau, loại mũ tuần tra màu kaki giống như kiểu mũ bóng chày đơn giản hóa được chấp nhận như là loại mũ dã chiến tiêu chuẩn của quân đội Quốc gia Khmer cho tất cả cấp bậc, dù loại mũ dã chiến của quân đội Việt Nam Cộng hòa may bằng vải bông màu xanh ôliu, có hình dạng hao hao mũ quân dụng thủy quân lục chiến Mỹ, đôi khi cũng được nhìn thấy. Ngoài ra, một loạt mũ màu xanh ôliu hoặc đi rừng ngụy trang và mũ bóng chày cũng được tìm thấy trong ANK từ Mỹ, Việt Nam Cộng hòa và Thái Lan mặc dù họ không bao giờ thay thế hoàn toàn loại mũ trước đó. Những tấm ảnh chụp của thời kỳ đó cho thấy loại mũ rậm cũ của Pháp vẫn còn phổ biến với quân đội, họ cũng đội kiểu mũ may bằng vải ngụy trang do Campuchia hay Nam Việt Nam sản xuất.

### Giày trận
Những đôi giày trận có dây buộc thấp màu trắng được mang kèm theo bộ trang phục mày toàn vải bông trắng của FARK, với những đôi giày trận màu nâu bị bắt phải mặc cùng bộ quân phục màu kaki và về sau thì một cái màu đen với bộ lễ phục OG mới của ANK. 

## Quân hàm
Khác với Quân lực Việt Nam Cộng hòa (ARVN) và Quân lực Hoàng gia Lào (FAR) đã thay thế hệ thống quân hàm và cấp hiệu quân sự theo kiểu Pháp trong thời kỳ thuộc địa bằng hệ thống quân hàm và cấp hiệu quân sự do chính họ đặt ra sau năm 1954, bảng quân hàm đúng tiêu chuẩn Quân lực Quốc gia Khmer vẫn tiếp tục theo sát khuôn mẫu của Pháp. Hệ thống quân hàm lực lượng vũ trang Campuchia gần giống như trình tự đặt ra bởi quy định của quân đội Pháp năm 1956 và phổ biến cho tất cả các quân chủng và ban ngành, chỉ khác nhau về một số chi tiết.
Miếng cầu vai cứng tháo rời (tiếng Pháp: pattes d'épaule) được những viên sĩ quan đeo trên bộ lễ phục theo thông lệ của Pháp, ngoại trừ cấp tướng Campuchia (tiếng Pháp: Officiers géneraux) sẽ đeo ngôi sao trên lá nguyệt quế được thêu vàng nằm ở cạnh ngoài và một hình vẽ huy hiệu hoàng gia thu nhỏ được kết thành sát trong của miếng cầu vai dành cho tất cả mọi cấp bậc. trình tự màu sắc của miếng cầu vai của lực lượng vũ trang Quốc gia Khmer cũng khác nhau tùy theo quân hàm: bộ binh có màu xanh hoặc đen đậm; nhảy dù màu xanh lá nhạt; quân y màu nâu sẫm. Trên cả hai bộ quân phục dã chiến màu kaki công nhân và màu xanh ô liu, cấp bậc sĩ quan (tiếng Pháp: Officiers supérieures) thường gắn trên những dây vai trượt (tiếng Pháp: passants d’épaule) nhưng nếu như phân phát bộ vét chiến đấu hoặc áo sơ mi không có dây đeo vai có nút gài, một cái phù hiệu cổ áo ngực đơn, (tiếng Pháp: patte de poitrine) theo kiểu Pháp có thể được đeo thay thế. Như hạ sĩ quan cấp cao (tiếng Pháp: Officiers subalternes) và cấp thấp (tiếng Pháp: Sous-officiers), họ mang một cái lon vải hoặc kim loại gắn trên ngực; hạ sĩ quan phục vụ trong các đơn vị chiến đấu thường đeo lon của họ hướng lên trong khi những bản sao tương tự chỉ được cấp cho những nhân viên dân sự, cấp bậc hậu phương hỗ trợ đội hình sẽ gắn lon của họ hướng xuống. Binh nhì (tiếng Pháp: Hommes de troupe) không đeo phù hiệu. 
Hệ thống cơ bản này đã được duy trì trong suốt thời Cộng hòa, mặc dù tiêu chuẩn cầu vai màu đen không hình dấu hoàng gia đã được chấp nhận vào năm 1970 cho tất cả các quân chủng và từ năm 1972 trở đi, một số sĩ quan Campuchia đã bắt đầu đeo phù hiệu quân hàm ghim trên cổ áo bằng kim loại, rõ ràng là chịu ảnh hưởng theo kiểu Mỹ.
- Soldat de deuxième classe – Binh nhì (không phù hiệu)
- Soldat de première classe – Binh nhất (1 lon đỏ)
- Caporal – Hạ sĩ (2 lon đỏ)
- Caporal-chef – Hạ sĩ nhất (1 lon vàng pha 2 đỏ)
- Sergent – Trung sĩ (1 lon vàng)
- Sergent-chef – Trung sĩ nhất (3 lon vàng)
- Adjudant – Thượng sĩ (1 thanh bạc viền đỏ)
- Adjudant-chef – Thượng sĩ nhất (1 thanh vàng viền đỏ)
- Aspirant/Aspirante – Chuẩn úy (1 thanh vạch vàng)
- Sous-lieutenant – Thiếu úy (1 thanh vàng)
- Lieutenant – Trung úy (2 thanh vàng)
- Capitaine – Đại úy (3 thanh vàng)
- Commandant – Thiếu tá (4 thanh vàng)
- Lieutenant-colonel – Trung tá (2 thanh bạc xen kẽ 3 thanh vàng)
- Colonel – Đại tá (5 thanh vàng)
- Brigadier Général – Chuẩn tướng (1 sao vàng)
- Major Général – Thiếu tướng (2 sao vàng)
- Lieutenant Général – Trung tướng (3 sao vàng)
- Général – Đại tướng (4 sao vàng)
- Maréchal – Thống tướng (5 sao vàng)
- Généralissime – Đại thống tướng (6 sao vàng).[16]

## Tan rã tháng 4 năm 1975
Ngày 17 tháng 4 năm 1975, quân Khmer Đỏ tiến vào Phnôm Pênh dẫn đến cuộc nội chiến Campuchia chính thức kết thúc. Thủ tướng Long Boret, Bộ trưởng Nội vụ Lon Nol và các quan chức hàng đầu của Chính phủ Cộng hòa Khmer đều bị xử tử tại Trung tâm thể dục thể thao Cercle Sportif, trong khi lực lượng quân đội trong thành phố đều bị giải giáp và đưa đến sân vận động Olympic sát hại toàn bộ.
Số phận tương tự cũng xảy ra với các đơn vị Cộng hòa Khmer còn lại, nhất là đối với những đơn vị đồn trú cố thủ tại các tỉnh lị và một số thị trấn quan trọng. Trong cả nước, hàng ngàn người Campuchia, cả đàn ông lẫn đàn bà, nếu không may bị bắt trong khi đang mặc quân phục Quân đội Quốc gia Khmer, bất kể là sĩ quan hay hạ sĩ quan, thậm chí đến cả binh sĩ thông thường; không cần biết, bất kể họ có phải là tội phạm chiến tranh hay không, đều bị các du kích Khmer Đỏ tập trung và tàn sát hết. Nhiều sĩ quan và binh sĩ đã thoát được trong gang tấc bằng cách nhanh chóng thay đổi quần áo dân sự và trốn chui trốn nhủi. Ngoài số các binh sĩ Cộng hòa Khmer bị hành hình và xác của họ bị vứt bỏ vào những ngôi mộ nông đào trong rừng, số còn lại bị gửi tới cải tạo trong các trại lao động mới (được biết đến với tên gọi Cánh Đồng Chết) được Khmer Đỏ lập sẵn ngay sau khi vừa giành chiến thắng, nơi họ bị buộc phải chịu đựng cuộc sống trong trại và điều kiện làm việc khủng khiếp cho đến khi nổ ra cuộc chiến tranh biên giới Tây Nam khi Việt Nam tiến vào Campuchia lật đổ chế độ Pol Pot vào năm 1978. Chỉ một số ít đào thoát bằng cách đi bộ hoặc dùng xe vượt qua biên giới vào Thái Lan tị nạn, chính tại nơi đây vào cuối thập niên 1970, họ là nguồn hỗ trợ chính yếu các cán bộ sáng lập tổ chức Quân đội Quốc gia Sihanouk (ANS) và các lực lượng du kích KPNLF chống Việt Nam.

### Tiếng Anh
- Albert Grandolini, Armor of the Vietnam War (2): Asian Forces, Concord Publications, Hong Kong 1998. ISBN 978-9623616225
- Arnold Issacs, Gordon Hardy, MacAlister Brown, et al., Pawns of War: Cambodia and Laos, Boston Publishing Company, Boston 1987.
- Elizabeth Becker, When the War was over Cambodia and the Khmer Rouge Revolution, Simon & Schuster, New York 1988. ISBN 1891620002
- George Dunham, U.S. Marines in Vietnam: The Bitter End, 1973–1975 (Marine Corps Vietnam Operational Historical Series), Marine Corps Association, 1990. ISBN 978-0160264559
- Gordon Rottman and Ron Volstad, Vietnam Airborne, Elite series 29, Osprey Publishing Ltd, London 1990. ISBN 0-85045-941-9
- Kenneth Conboy, FANK: A History of the Cambodian Armed Forces, 1970-1975, Equinox Publishing (Asia) Pte Ltd, Djakarta 2011. ISBN 9789793780863
- Kenneth Conboy, Kenneth Bowra, and Simon McCouaig, The NVA and Viet Cong, Elite 38 series, Osprey Publishing Ltd, Oxford 1992. ISBN 9781855321625
- Kenneth Conboy, Kenneth Bowra, and Simon McCouaig, The War in Cambodia 1970-75, Men-at-arms series 209, Osprey Publishing Ltd, London 1989. ISBN 0-85045-851-X
- Kenneth Conboy and Simon McCouaig, South-East Asia Special Forces, Elite series 33, Osprey Publishing Ltd, London 1991. ISBN 1-85532-106-8
- Michael Green and Peter Sarson, Armor of the Vietnam War (1): Allied Forces, Concord Publications, Hong Kong 1996. ISBN 962-361-611-2
- Sak Sutsakhan, The Khmer Republic at War and the Final Collapse, Trung tâm Quân sử Quân lực Hoa Kỳ, Washington 1980 xem trực tuyến tại Phần 1 Lưu trữ ngày 12 tháng 4 năm 2019 tại Wayback MachinePhần 2 Lưu trữ ngày 21 tháng 2 năm 2007 tại Wayback MachinePhần 3 Lưu trữ ngày 21 tháng 2 năm 2007 tại Wayback Machine Phần 4 Lưu trữ ngày 19 tháng 4 năm 2018 tại Wayback Machine.
- William Shawcross, Sideshow: Kissinger, Nixon and the Destruction of Cambodia, Andre Deutsch Limited, 1979. ISBN 0233970770

### Tiếng Pháp
- Christophe Dutrône and Michel Roques, L’Escadron Parachutiste de la Garde Sud-Vietnam, 1947-1951, in Armes Militaria Magazine n.º 188, March 2001. (in Tiếng Pháp)
- Christopher F. Foss, Jane's Tank and Combat Vehicle Recognition Guide, HarperCollins Publishers, London 2002. ISBN 0-00-712759-6
- Denis Lassus, Les marques de grade de l’armée française, 1945-1990 (1er partie-introduction), in Armes Militaria Magazine n.º 159, October 1998. (in Tiếng Pháp)
- Denis Lassus, Les marques de grade de l’armée française, 1945-1990 (2e partie-les differents types de galons), in Armes Militaria Magazine n.º 161, December 1998. (in Tiếng Pháp)